# Граф Джерси
Граф острова Джерси (Граф Джерси) — наследственный титул в пэрстве Англии. Титул был создан в 1697 году для государственного деятеля Эдварда Вильерса, 1-го виконта Вильерса (1656—1711).

## История
Сэр Эдвард Вильерс был послом во Франции (1697—1699) и государственным секретарем Южного департамента (1699—1700). В 1691 году Эдвард Вильерс получил титулы барона Вильерса из Ху (англ.) в графстве Кент и виконта Вильерса из Дартфорда в графстве Кент, став пэром Англии. Он был сыном сэра Эдварда Вильерса (1620—1689) и внуком сэра Эдварда Вильерса (англ.), брата сэра Уильяма Вильерса, 1-го баронета из Бруксби, и сводного брата Джорджа Вильерса, 1-го герцога Бекингема, Кристофера Вильерса, 1-го графа Англси (англ.) и Джона Вильерса, 1-го виконта Пербека (англ.).
В 1711 году ему наследовал старший сын, Уильям Вильерс, 2-й граф Джерси (ок. 1682—1721). Он представлял Кент в Палате общин Великобритании с 1705 по 1708 год. После его смерти титул перешёл к его старшему сыну, Уильяму Вильерсу, 3-му графу Джерси (ум. 1769). В 1766 году после смерти своего троюродного брата Джона Вильерса, 1-го графа Грандисона (1684—1766) Уильям Вильерс получил титул виконта Грандисона (пэрство Ирландии).
Его сын, Джордж Бюсси Вильерс, 4-й граф Джерси (1735—1805), был политиком и служил в качестве вице-камергера Королевского двора (Vice-Chamberlain of the Household), надсмотрщика охотничьих собак (Master of the Buckhounds) и капитана Корпуса офицеров почётного эскорта. Ему наследовал его сын, Джордж Чайлд Вильерс, 5-й граф Джерси (1773—1859), который был политиком от партии тори, он занимал посты лорда-камергера (1830, 1834—1835) и шталмейстера (1841—1846, 1852). Лорд Джерси женился на леди Саре Софии Фейн (1785—1867), дочери Джона Фейна, 10-го графа Уэстморленда (англ.), и Сары Энн Чайлд (1764—1793), дочери Роберта Чайлда. Благодаря этому браку, Вильерсы приобрели банк «Child & Co» (англ.). В 1819 году Лорд Джерси получил королевское разрешение на дополнительную фамилию «Чайлд». Его титулы унаследовал сын Джордж Чайлд Вильерс, 6-й граф Джерси (1808—1859). Он избирался в Палату общин Великобритании от Рочестера, Майнхеда, Хонитона, Уэймута и Мелькомб Реджиса и Сайренчестера. Он получил графский титул 3 октября 1859 года, но скончался 24 октября того же года. Лорд Джерси с 1841 года был женат на Джулии Пиль (1821—1893), дочери премьер-министра Великобритании сэра Роберта Пиля, 2-го баронета.

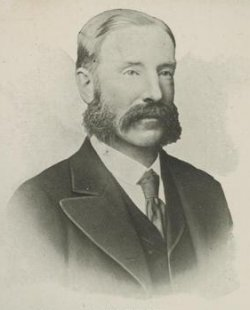
Виктор Чайлд-Вильерс, 7-й граф Джерси

Его сменил сын, Виктор Чайлд Вильерс, 7-й граф Джерси (1845—1915). Он был членом правительства консерваторов под руководством Лорда Солсбери, где занимал должности генерального казначея (1889—1890) и губернатора Нового Южного Уэльса (1890—1893). В 1915 году после его смерти титулы унаследовал старший сын, Джордж Чайлд Вильерс, 8-й граф Джерси (1873—1923). Он некоторое время занимал должность лорда-в-ожидании в правительстве Дэвида Ллойда-Джорджа в январе-августе 1919 года. В 1923 году он продал свой банк «Child & Co» банку «Glyn, Mills & Co» (англ.). Его старший сын, Джордж Фрэнсис Чайлд Вильерс, 9-й граф Джерси (1910—1998), служил майором королевской артиллерии. В 1998 году ему наследовал внук, Уильям Вильерс, 10-й граф Джерси (род. 1976). Он является старшим сыном Генри Джорджа Вильерса, виконта Вильерса (1948—1998), старшего сына 9-го графа Джерси. Уильям Вильерс, 10-й граф Джерси — актёр, сценарист и продюсер. Наследник титулов именуется «виконтом Вильерсом».

## Граф Кларендониякобитскиеграфы Джерси
В 1776 году Томас Вильерс (1709—1786), 1-й барон Хайд, второй сын Уильяма Вильерса, 2-го графа Джерси, получил титул графа Кларендона. От него произошли все последующие графы Кларендон (пэрство Великобритании).
В апреле 1716 года Старый претендент Джеймс Стюарт пожаловал Барбаре Вильерс, вдове первого графа Джерси, и её старшему сыну Уильяму Вильерсу, 2-му графу Джерси, титулы графини и графа Джерси вместе с вспомогательными титулами виконта Дартфорда и барона Ху. Титулы угасли после смерти графини в 1735 году.

## Графы Джерси (1697)
- 1697—1711: Эдуард Вильерс, 1-й граф Джерси (около 1656 — 25 августа 1711), сын сэра Эдварда Вильерса (1620—1689);
- 1711—1721: Уильям Вильерс, 2-й граф Джерси (около 1682 — 13 июля 1721), сын предыдущего;
- 1721—1769: Уильям Вильерс, 3-й граф Джерси (8 марта 1707 — 28 августа 1769), 6-й виконт Грандисон (1766—1769), старший сын предыдущего;
  - Уильям Фредерик Вильерс, виконт Вильерс (25 марта 1734 — октябрь 1742), старший сын 3-го графа Джерси;
- 1769—1805: Джордж Бюсси Вильерс, 4-й граф Джерси, 7-й виконт Грандисон (9 июня 1735 — 22 августа 1805), младший сын 3-го графа Джерси;
- 1805—1859: Джордж Чайлд-Вильерс, 5-й граф Джерси, 8-й виконт Грандисон (19 августа 1773 — 3 октября 1859), старший сын предыдущего;
- 1859—1859: Джордж Огастас Фредерик Чайлд-Вильерс, 6-й граф Джерси, 9-й виконт Грандисон (4 апреля 1808 — 24 октября 1859), старший сын 5-го графа Джерси;
- 1859—1915: Виктор Альберт Джордж Чайлд-Вильерс, 7-й граф Джерси, 10-й виконт Грандисон (20 марта 1845 — 31 мая 1915), старший сын предыдущего;
- 1915—1923: Джордж Генри Роберт Чайлд-Вильерс, 8-й граф Джерси, 11-й виконт Грандисон (2 июня 1873 — 31 декабря 1923), старший сын предыдущего;
- 1923—1998: Джордж Фрэнсис Чайлд-Вильерс, 9-й граф Джерси, 12-й виконт Грандисон (15 февраля 1910 — 9 августа 1998), старший сын предыдущего;
  - Джордж Генри Чайлд-Вильерс, виконт Вильерс (29 августа 1948 — 19 марта 1998), старший сын 9-го графа Джерси от третьего брака;
- 1998 — настоящее время: Джордж Фрэнсис Уильям Чайлд Вильерс, 10-й граф Джерси, 13-й виконт Грандисон (род. 5 февраля 1976 года), сын предыдущего от второго брака;
  - Наследник: Джордж Генри Уильям Чайлд-Вильерс, виконт Вильерс (род. 1 сентября 2015).